# Matija Kastelec
Matija Kastelec, slovenski rimskokatoliški duhovnik, kanonik, leksikograf, prevajalec in nabožni pisatelj, * 24. januar 1620, Kilovče, † 19. junij 1688, Novo mesto.

## Življenjepis
Matija Kastelec je bil rojen 24. januarja 1620 v Kilovčah. Letnica 1620 se sicer večkrat omenja, čeprav je verjetnejša letnica 1623, kar lahko razberemo iz napisa na nagrobniku v frančiškanski cerkvi v Novem mestu. O tem, kje je hodil v šolo in kje študiral, ni znanega skoraj nič. Umrl je v Novem mestu 19. junija 1688, pokopan pa je v grobnici v frančiškanski cerkvi, kjer je v tlaku pred levim stranskim oltarjem ohranjena njegova nagrobna plošča. Frančiškanski cerkvi je Kastelec v Novem mestu postavil stolp in jo dal obokati. V Dolenjskih Toplicah je leta 1642 postal vikar (tj. uradni namestnik škofa ali duhovnika) kot župnik pa je od leta 1646 do 1660 služboval v Šentjerneju. Dve leti kasneje je postal kanonik (tj. duhovnik, ki ga je škof imenoval za svojega svetovalca) novomeškega kapitlja (zbor kanonikov stolne cerkve, ki je določen za skupno bogoslužje in za svetovanje škofu), kjer je 1682 ustanovil beneficij (gre za cerkveno službo, zvezano z dohodki, zlasti iz nepremičnin) sv. Barbare in bil predsednik bratovščine sv. rožnega venca. 
Njegova osebnost je bila v 17. stoletju na Slovenskem med pomembnejšimi in med vsestranskimi. O njem poročata Janez Vajkard Valvasor in Marko Pohlin. Bil je živahna, nekonvencionalna osebnost, o čemer priča začetek njegovega lastnega nagrobnega napisa »Tukaj kanonik Matija Kastelec leži, ki še, ko je mrtev, ne molči«. Bil je pisatelj, pesnik, jezikoslovec, prevajalec ter tudi stavbenik. Ni znano, kje je dobil potrebno izobrazbo in nagibe, da si je začel prizadevati za slovensko knjigo, prevod Biblije in slovar. Kastelec naj bi iniciativno vplival na zametek slovensko-literarnih prizadevanj pri kapucinih, saj so novomeški kapucini, ki so medse šteli tudi Kastelčevega rodnega brata patra Hiacinta, prejemali od kanonika razne dobrote ter menda tudi del njegovih rokopisov. Bil je dobrotnik njihove cerkve in je v njej tudi pokopan. Brez dvoma pa je bil tudi podpornik vsaj nekaterih mladih Novomeščanov, ki so bili z nadarjenostjo in prizadevnostjo sposobni pridobivati znanja na višjih šolah in univerzah. Za Novo mesto je Matija Kastelec pomemben predvsem kot posrednik in pobudnik novih umetnostnih tokov, ki so preko kraških umetnostno-obrtnih kamnoseških delavnic prihajali iz italijanskega zahoda. Po njem se v Novem mestu od leta 1892 imenuje Kastelčeva ulica in je ena redkih novomeških ulic, ki ima ime še iz avstrijske dobe. 
Kastelec ni bil izviren ustvarjalec, marveč predvsem popularizator, ki se ni omejeval na duhovščino, hotel pa je ugoditi potrebam vernikov. Čeprav ni mogel ustvariti vsega, kar je nameraval, gre vendarle prav njemu naslov prvega slovenskega katoliškega pisatelja. Značilna Kastelčeva poteza je njegovo veselje do cerkvene in pobožne pesmi. Od 20-ih pesmi, ki so natisnjene v njegovi prvi knjigi Bratovske bukvice, jih je 11 sprejetih iz zadnje izdaje protestantske pesmarice (7 Dalmatinovih, 2 Kreljevi, po ena Trubarjeva in Kumprehtova). Teh pesmi pa ni kar prepisal, temveč jih je priredil po svojem okusu; nekatera besedila je prevzel v celoti, pri drugih pa je izpuščal verze ali cele kitice, jim spreminjal odpeve, včasih je kaj dodajal. Po protestantih je sprejet tudi pravopis, prve izdaje njegovih treh knjig pa hrani tudi Knjižnica Mirana Jarca v zbirki knjižnih redkosti.

## Njegova dela
Najprej je izdal za člane svoje bratovščine Bratovske bukvice S. Roženkranca, ki vsebujejo Psalter ali Roženkranc s petnajstimi skrivnostmi kako moliti ter kako pomagati bolnikom. Gre za molitvenik s katoliško pesmarico. Bratovske bukvice sicer niso prve, ki vsebujejo tovrstne pesmi, saj pesmi za pobožno branje vsebuje že Vocabolario Italiano e Schiavo avtorja Alasia da Sommaripe. V molitveniku se je Kastelec jezikovno navezal na protestantsko izročilo. Knjiga je prevedena iz nemščine, latinščine in italijanščine, založena pa je bila v Ljubljani. Izšla je v dveh delih; prvi del je izšel leta 1678, drugi del pa leta 1682. Prvi, posvetnim katoličanom namenjeni del pa se je leta 1682 razširil še za Modus iuvandi agonizantes, priročnik, namenjen duhovščini, ki ga je natisnil J. K. Mayer v Ljubljani. Ob izidu je imel prvi del tudi nov naslovni list, ni pa se ponovno natisnil prvi del v celoti. 
Prav tako je posvetnim ljudem namenjena zbirka pridig Nebeški cilj; gre za obsežno knjigo duhovnih premišljevanj oziroma za spodbudne opomine, kako naj človek živi, da ne zgreši nebes. Iz te zbirke so pozneje natisnili odstavke za branje vsak dan v mesecu (Mesec božje lubezni v Ljubljani leta 1768). Je torej spiritualistična knjiga, v kateri avtor izpoveduje mistično ljubezen do Boga in iztraža svoj kontemplativno-verski značaj. V zbirki sledimo bogatemu jeziku in razgibanemu načinu izražanja. Kastelec v Nebeškem cilju krščanski dualizem med duhom in telesom  prvič tako osebno izrazi in doživi.
Knjiga je posvečena sinovom grofa Jurija Žige Gallenberga in je izšla v Ljubljani, leta 1684. Najprej obsega v 40 poglavjih razna premišljevanja, nato Mesec božje lubezni, sledijo razne slovenske molitve, Observationes in lectione et scriptione idiomatic earniolici iuxta antiquos libros Carniolicos, Croaticos et Illyricos, nato kot mašilo, da se izpolni pola, razne latinske molitve. Observationes v Nebeškem cilju so komaj nekoliko bolj obširne, prav za prav samo preprost izvleček iz pravopisnih pravil v Schönlebnovem lekcionarju. Kriva je tega pač tudi Schönlebnova opazka, da »onemu, ki jezik pozna, mnogo pravil treba ni, onemu pa, ki ga ne pozna, bi tudi najobširnejša pravila nič ne pomagala«. 
Po P. Placidu Spiessu je iz nemškega katehetskega priročnika preveden Navuk kristjanski. Gre za njegovo zadnjo knjigo, ki jo je kot prvo obsežnejšo katoliško veroučno knjigo namenil slovenskim bralcem, da bi se ob pogovorih med očetom in sinom (katoličanom in luterancem) utrjevali v veri. Natisnjen je bil v Ljubljani, leta 1688, s posvetilom pa je posvečen stiškemu opatu Antonu Gallenfelsu. Poleg tega obsega še Podvučenje eniga luterskiga ali kalviniš, v obliki razgovora med luterancem in katoličanom, Od svetiga zakramenta tega altarja (pouk za prvo obhajilo s primernimi molitvami, tudi v obliki dialoga), Postave ali ordnunga te andohtlive bratovščine, odpustke, ki jih je novomeški bratovščini podelil Pavel V., Nebu na zemli po božji voli (molitve za vse dni v tednu, premišljevanja ter eksempli), nato pa še dve latinski himni in latinsko molitev. 
Usoda večine Kastelčevih rokopisov je neznana, poznamo jih samo iz Valvasorja: Špejgel duhovni, od začetka inu konca človeskiga živenja (prevod iz italijanščine, v obliki dialoga); Špegel te čistosti; Viridarium exemplorum (vsebuje sedemsto zgledov pridig za rabo pridigarjem); Hoja za Kristusom (gre za prevod iz nemščine, avtorja Tomaža Kempčana, nemškega meniha in pisca). Slovenski prevod Hoje za Kristusom je za svoj natis leta 1719 uporabil Hipolit Novomeški. Nekateri literarni zgodovinarji menijo, da naj bi bil Kastelec tudi avtor Kalobskega rokopisa, in z vsem svojim delom vplival na ostale pridigarje, npr. na Tobio Lionellija, v literarni zgodovini znanim pod imenom Janez Svetokriški. Izmed rokopisov, ki jih našteva Valvasor, se je popolnoma ohranil edino Dictionarium latino-carniolicum, latinsko-slovenski slovar, nastal leta 1680.
Dictionarium latino-carniolicum je slovar z bogatim, iz vseh slovenskih narečij zbranim besednim zakladom. Nastal je  v njegovi mlajši dobi in bil namenjen za srednje šole. Gradivo zanj je zbral iz že obstoječih slovarjev, iz del protestantskih piscev, pa tudi neposredno iz narečij. Ohranjen je v prepisu (NUK v Ljubljani), mnogo njegovih besed je prešlo v slovenski knjižni jezik, njegov slovar pa je bil najboljši slovenski slovar do sredine 19. stoletja; o nobenem slovenskem slovarju namreč ni bilo napisanih toliko razprav in študij kakor o tem. Za latinščino mu je kot predloga služil Johannes Frisius, za slovenski del se je nekoliko oprl na Megiserja in Habdelića, nekaj besed ustvaril tudi sam, ves ostali besedni zaklad pa je nabral iz slovenskih narečij, celo tudi iz vzhodne štajerščine in prekmurščine. Slovar sta kasneje dopolnjevala še Gregor Vorenc in Hipolit Novomeški, v današnji slovenski knjižni jezik pa ga je prevedel Jože Stabej. 
Rokopis njegovega celotnega prevoda Biblije (na podlagi Dalmatina, brez komentarja, samo z variantami teksta) je še celoten imel v rokah ljubljanski diskalceat (menih reda, katerega člani hodijo bosi ali v sandalah) Vorenc, ki je pozneje pripisal uvode, ga dal vezati v šest zvezkov ter pripravil za tisk, vendar do tega ni prišlo. Iz njegovih rok je prešel v last novomeškega kapucinskega samostana ali Marka Pohlina. Danes sta ohranjena samo še dva zvezka (2. in 6.), 1. in 3. zvezek pa naj bi Pohlin izgubil na Dunaju. Oba zvezka sta leta 1919 prešla v last državne licejske knjižnice v Ljubljani. Usoda ostalih zvezkov je neznana. Iz rokopisne notice z lastnoročnim Kastelčevim podpisom na koncu 6. zvezka pa izhaja, da je bil prevod končan leta 1680. Prevod so kasneje uporabljali prevajalci Japljeve izdaje.
Pobudo za tako plodovito delo je Kastelcu dalo tudi dejstvo, da se je v Ljubljani ob njegovem času ustanovila tiskarna (svoj prvi spis je moral leta 1678 tiskati še v Gradcu); s svojo prvo knjigo je namreč prekinil več kot petdesetletni molk na slovenskem knjižnem trgu, z vsem svojim delom pa knjižni repertoar katoliških pisateljev znatno razširil. Njegov jezik, ki je literarna dolenjščina z rahlo primesjo notranjskih elementov, pa priča, da je protestantske pisatelje, razen Bohoriča, dobro poznal. Tudi sicer pa se je okoristil z delom slovenskih protestantov. Kastelec je torej program dotedanjih slovenskih katoliških pisateljev, ki so upoštevali samo potrebe duhovščine npr. z izdajanjem lekcionarjev, izdatno razširil s tem, da se je prvi začel ozirati tudi na verske knjižne potrebe posvetnega stanu.

## Mnenja o njem
Kastelca veliko omenja Miklošič, ki ga pogosto tudi citira, veliko ga omenja tudi Levstik. Literarni zgodovinar Martin Jevnikar o njem piše: »Matija Kastelec je znamenit iz dveh razlogov: program dotedanjih katoliških pisateljev, ki so pisali samo za cerkev in duhovščino, je razširil tudi na ljudstvo, in v slovensko književnost je vpeljal barok«. Mirko Rupel pa meni: »Kastelec je v marsikaterem pogledu navezal svoje delo na slovstvo slovenskih protestantov. Predvsem se je naslonil na njih pisavo in jezik«. 

## Seznam izdanih del
- Bratovske bukvice S. Roženkranca 1678 (prvi del), 1682 (drugi del)
- Dictionarium latino-carniolicum (latinsko-slovenski slovar) 1680
- Nebeški cilj (zbirka pridig) 1684
- Navuk kristjanski 1688
- Mesec božje lubezni 1768

## Seznam rokopisov
- Špejgel duhovni, od začetka inu konca človeskiga živenja
- Špegel te čistosti
- Hoja za Kristusom (slovenski prevod)
- Viridarium exemplorum